# Orsha
Orsha é uma cidade da Bielorrússia do Voblast de Viciebsk. A cidade fica no encontro do rio Dniepre e do rio Arshytsa. Orsha é uma das cidades mais antigas do país, sendo mencionada pela primeira vez em 1067 como Rsha. É a cidade natal do psicólogo Lev Vygotsky.

## Dados
- Localização: 54º28'14"N, 30º19'05"E
- População: 125.000 (censo de 2004)